# Tipula pellucida
Tipula pellucida är en tvåvingeart som beskrevs av Doane 1912. Tipula pellucida ingår i släktet Tipula och familjen storharkrankar. Inga underarter finns listade i Catalogue of Life.